# Phanoperla tuberosa
Phanoperla tuberosa är en bäcksländeart som beskrevs av Bill P.Stark och Ignac Sivec 2007. Phanoperla tuberosa ingår i släktet Phanoperla och familjen jättebäcksländor. Inga underarter finns listade i Catalogue of Life.